# Tintomara
För andra betydelser, se Tintomara (olika betydelser).
Tintomara (Tintomara la Tournerose, Azouras Lazuli Tintomara) är huvudpersonen i Carl Jonas Love Almqvists roman Drottningens juvelsmycke (eller Azouras Lazuli Tintomara).

## Personlighet och berättelse
Tintomara är en androgyn gestalt som beskrivs som otroligt vacker; både män och kvinnor blir hänryckta och förälskade av Tintomaras uppenbarelse och utstrålning. Tintomara själv känner ingen ömsesidighet i kärlekskänslorna och beskrivs i det närmaste som asexuell. Kärlek är för Tintomara snarast ett hot, då flera av de män och kvinnor som tidigare förälskat sig har begått självmord sedan hon/han inte kunde besvara deras känslor. Denna androgyn är en fri ande och lever inte inom några av samhällets normer; Tintomara har, bland annat, inte fått någon religionsundervisning, och har inget verkligt namn - istället bär Tintomara namnet från den rollfigur den för närvarande spelar i sitt arbete på operans balett, som vid tiden för boken är rollfiguren Tintomara. Trots att Tintomaras könsbestämmelse är okänd, kallas androgynen vanligen för "hon" och "henne". Hon uppfattas som man eller kvinna beroende på vem som förälskat sig i henne. 
I romanen är Tintomara barn till en skådespelerska, Clara, och Adolf Fredrik Munck af Fulkila; hon är halvsyskon till den omyndige kung Gustav IV Adolf - enligt samtida skvaller var Munck drottning Sofia Magdalenas älskare och Gustav IV Adolfs biologiske far - och har under hans barndom varit hans hemliga lekkamrat genom en hemlig lönngång upp till slottet. Hon har även en bror som hon har vuxit upp med. Natten för mordet på Gustav III uppträder Tintomara på Operan, där hon möter en av bokens karaktärer. Det är Tintomara som stjäl "drottningens juvelsmycke" från kungliga slottet, och hon är också inblandad i mordet på kungen. Tiden efter mordet gömmer sig Tintomara som pojke ute hos en friherrinna på en herrgård på landet, där hon lär känna Amanda och Adolfine, friherrinnans döttrar, och även, på en stuga i skogen, två unga män, Ferdinand och Clas-Henrik, som tidigare uppvaktat Amanda och Adolfine men nu gömmer sig för inblandning i kungamordet. 
En replik från boken har blivit berömd. Den uttalas av Tintomaras mor, Clara: "Tintomara! Två ting äro hvita – Oskuld – Arsenik." Den avslutas: "Du, mitt barn, haf oskuld! . . . Jag har arsenik."  
Tintomara ska ha varit inspirerad av Johanna Fredrika (1787-1810), som var dotter till ballerinan Giovanna Bassi och Adolf Fredrik Munck af Fulkila, och som av samtiden ansågs uppvisa en stor utseendemässig likhet med Gustav IV Adolf, som Munck ryktades vara far till.

## Tintomara i andra verk
Den svenska operan Tintomara med musik av Lars Johan Werle och libretto av Leif Söderström bygger på Almqvists bok och hade urpremiär på Kungliga Operan 18 januari 1973 som en del av operahusets 200-årsjubileum. Den sattes också upp på Stora Teatern i Göteborg 1976. Med göteborgsensemblen gjordes även en LP-skiva-inspelning med samma titel. 
I Mille Bostedsts monologföreställning Gud skapade människan och jag skapade kuken finns Tintomaran som en representation av ickebinäritet. Pjäsen var Bostedts examensarbete från Teaterhögskolan i Stockholm år 2021 och sattes följande år upp på Turteatern och Teater Viirus .